# Yigal Levin

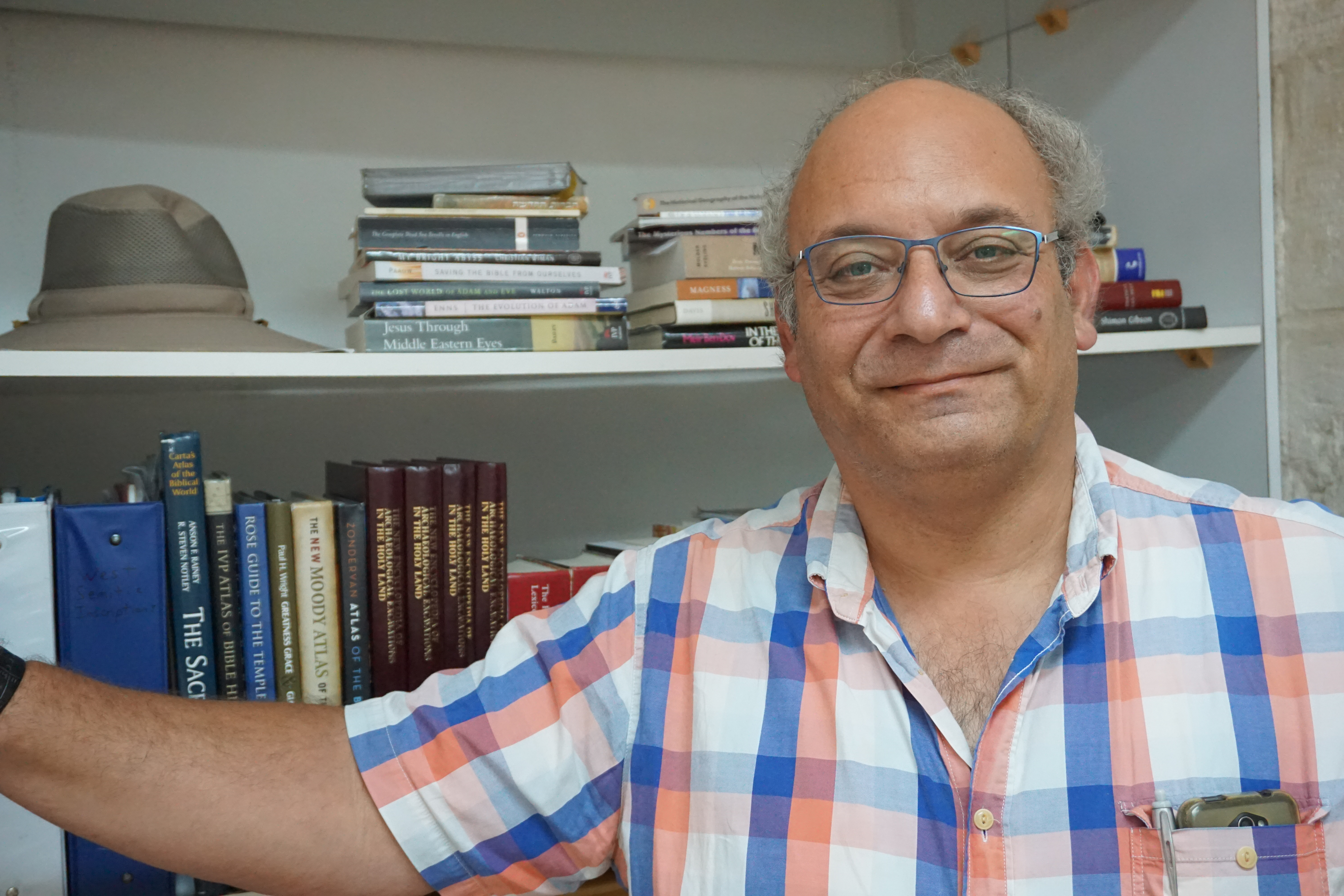
Yigal Levin, 2017

Yigal Levin (hebräisch יגאל לוין, * 21. Juli 1963) ist ein israelischer Historiker, Archäologe und Hochschullehrer.

## Ausbildung
Levin begann 1986 an der Bar-Ilan-Universität in Ramat Gan Geschichte zu studieren.
1988 machte er den Bachelor und 1990 den Master auf dem Gebiet der Geschichte Israels.
1999 promovierte er mit einer Arbeit zum Thema Das geographisch-historische Konzept des Autors des Buchs der Chronik bei Anson Frank Rainey und Aaron Demsky.

## Berufstätigkeit
Von 1990 bis 2001 arbeitete Levin an der Bar-Ilan-Universität als Wissenschaftlicher Assistent und Dozent.
Von 1991 bis 2001 und 2005 war er Dozent am Jordan Valley Academic College.
1992 war er Dozent am Safed-College.
Von 1993 bis 2000 hatte Levin die Stelle des Stellvertretenden Leiters der Abteilung für Israel-Studien an der Bar-Ilan-Universität inne.
Von 1996 bis 2000 war er Dozent am Judäa-und-Samaria-Academic-College.
Seit 2003 lehrt Levin an der Bar-Ilan-Universität zu den Themen jüdische Geschichte und Geschichte des Landes Israel.
Von 2004 bis 2008 war er Dozent am Ashkelon Academic College und bis 2009 Gast-Dozent am Schechter-Institut für jüdische Studien.
Von 2004 bis 2014 war er Dozent an der Rothberg International School der Hebräischen Universität Jerusalem.
Seit 2006 lehrt er am Jerusalem University College.
Levin ist Direktor des Rivlin-Instituts für Geschichte des Landes Israel und seiner Besiedelung.
Seit 2017 ist er außerordentlicher Professor und Leiter der interdisziplinären Abteilung für jüdische Geschichte der Bar-Ilan-Universität.

## Auslandsaufenthalte
Levin war von 2001 bis 2003 Gastwissenschaftler an der University of Tennessee at Chattanooga.
Von 2002 bis 2003 war er außerordentlicher Professor für Religion an der Vanderbilt University Divinity School.

## Stipendien und Preise
Levin erhielt Stipendien von der Straus-Stiftung (1989), der Moskowitz-Stiftung (1990), der Ben-David-Stiftung (1992), der Philip and Rivka Mayer Stiftung (1994) und der Gedenkstiftung für jüdische Kultur (2001–2002).
1992 und 1999 erhielt er ein Yad-Ben-Zvi-Stipendium.
2008 erhielt er den Pinchos-Churgin-Preis.

## Archäologische Feldforschung
Im Rahmen der archäologischen Feldforschung nahm Levin an den folgenden Ausgrabungen teil:
- 1987: Archäologische Untersuchungen auf dem Gebiet des Stammes Ephraim
- 1986–1988: Sumaqa-Ausgrabungen am Karmel
- 1989: Ausgrabungen von Kfar Hanania
- 1990–1993: Ausgrabungen am Tell Bet Schemesch[2]
- 2005–2008: Ausgrabungen am Tell es-Safi.[4]

## Forschungsinteressen
Levin forscht über die historische Geographie des Landes Israel und seiner Nachbarn in der Antike, das biblische Israel in der Eisenzeit und zu Beginn der Zeit des Zweiten Tempels und über  Gesellschaft und Religion in der Antike.
Er beschäftigt sich mit der Geschichte, Gesellschaft und Religion des biblischen Israel und des Israel in persischer Zeit.
Er untersucht die biblische historische Geographie und die Zusammenhänge zwischen Geschichte, Bibel und Archäologie.
Außerdem geht er den Genealogien der Bibel nach und betrachtet deren sozialen und historischen Hintergrund.
Speziell interessiert er sich für das Buch der Chronik.
Daneben beteiligt er sich am Forschungsprojekt der Bar-Ilan-Universität zur Herkunft jüdischer Namen.

## Weitere Tätigkeiten und Engagement
Levin war zwischen 2008 und 2012 Redaktionsmitglied der Zeitschrift Moreshet Israel - A Journal for the Study of Judaism, Zionism and Eretz-Israel.
Er ist Mitglied der Israel Exploration Society, der Israel Society for Assyriology, der World Union of Jewish Studies und der Society of Biblical Literature sowie Mitglied des Minerva-Zentrums für biblische Studien in Israel und Aram der Universität Leipzig.
Er ist zertifizierter Fremdenführer und ist in der Ausbildung von Fremdenführern tätig.
Levin gehörte zu den Gründungsmitgliedern der Scholars for Peace in the Middle East (SPME).

## Organisation von Konferenzen
Levin organisierte die folgenden Konferenzen:
- Settlement and Security in the Southern Hebron Hills in Ancient Times (14. Konferenz der Abteilung für Israel-Studien der Bar-Ilan-Universität), Ramat Gan, 1994 (in Zusammenarbeit mit Ze'ev Safrai)
- Neunzig Jahre seit der Gründung des Israel-Büros, Ramat Gan, 1998
- Settlement Patterns in Times of Change (19. Konferenz der Abteilung für Israel-Studien der Bar-Ilan-Universität), Ramat Gan, 1999 (in Zusammenarbeit mit Devorah Hacohen)[2]
- Changes in Settlement and Culture in the Persian Period (Teil des 14. Weltkongresses für jüdische Studien), Jerusalem, 2005
- The Eighth International Conference on Jewish Names, Ramat-Gan, 2007
- Israelite and Jewish Identity in the Biblical and Second Temple Periods, Ramat-Gan, 2008
- The Ninth International Conference on Jewish Names, Jerusalem, 2009 (mit A. Demsky)
- War and Peace in Jewish Tradition, Jerusalem, 2009 (mit A. Shapira, Y. Brandes und M. Hellinger)
- And They Went Up and Toured the Land, (The 30th Annual Conference of the Department of Land of Israel Studies) Ramat-Gan, 2010 (mit A. Faust und S. Bunimovitz)
- The Tenth International Conference on Jewish Names, Ramat-Gan, 2011 (mit A. Demsky und B. Kotlerman)
- New Studies on Jerusalem – the 18th Annual Conference, Ramat-Gan, Dezember 2012 (mit E. Baruch und A. Levy-Reifer)
- Jewish Religion in Light of New Inscriptions and Papyri, Bar-Ilan University, Ramat-Gan, 19. Mai 2013 (mit E. Eshel und A. Lange)
- Economic History of the Jews through the Ages: Sources, Methodologies, Narratives, Bar-Ilan University, Ramat-Gan, 5.–6. Juni 2013 (mit G. Bacon, O. Meron und A. Schremer)
- The Eleventh International Conference on Jewish Names, Jerusalem, 29. Juli 2013 (mit A. Demsky)
- The Twelfth International Conference on Jewish Names, Ramat-Gan, 18. März 2015 (mit A. Demsky und I. Breier).
- The Thirteenth International Conference on Jewish Names, Jerusalem, 7. August 2017 (mit A. Demsky)
- The Fourteenth International Conference on Jewish Names, Bar-Ilan University, Ramat-Gan, 3. Juni 2019 (mit A. Demsky).
- Hameir La-’Aretz – A Conference on Jewish Society and Culture In Honor of Prof. Meir Bar-Ilan on the Occasion of his Retirement, Bar-Ilan University, Ramat-Gan, 16. Januar 2020 (mit E. Friedheim)[4]

## Veröffentlichungen

### Bücher
- War and Peace in Jewish Tradition: From the Biblical World to the Present, Routledge; Reprint 2019, ISBN 978-0367865146
- The Chronicles of the Kings of Judah: 2 Chronicles 10 – 36: A New Translation and Commentary, T&T Clark, 2018, ISBN 978-0567683908
- »See, I will bring a scroll recounting what befell me« (Ps 40:8): Epigraphy and Daily Life from the Bible to the Talmud,  Vandenhoeck & Ruprecht, 2014, ISBN 978-3525550625
- A Time of Change : Judah and Its Neighbours in the Persian and Early Hellenistic Periods, Bloomsbury Publishing PLC, 2008
- Simha Goldin: Ways of Jewish Martyrdom, C. Michael Copeland (Herausgeber), Yigal Levin (Übersetzer),  BREPOLS PUBL; Illustrated Edition, 2008, ISBN 978-2503525235

### Artikel und Mitarbeit an der Oxford Encyclopedia of the Bible and Archaeology
- Aram and Arameans in Chronicles, 2019, doi:10.1628/978-3-16-157720-8 online als pdf
- Review of Donald P. Moffat, Ezra’s Social Drama: Identity Formation, Marriage and Social Conflict in Ezra 9 and 10, Hebrew Studies 57 (2016), S. 455–458
- Where did David Take Goliath’s Head?, in Water Dietrich (ed.), The Book of Samuel (Bibliotheca Ephemeridum Theologicarum Lovaniensium), Peeters, Leuven, 2016, S. 371–384
- How did Rabshakeh Know the Language of Judah, in Shamir Yonah, Ed L. Greenstein, Mayer I. Gruber, Peter Machinist, and Shalom M. Paul (eds.), Marbeh Ḥokmah: Studies in the Bible and in the Ancient Near East in Loving Memory of Victor Avigdor Hurowitz, Eisenbrauns, Winona Lake, 2015, S. 323–337
- Geography in: Dale C. Allison et al. (eds.), Encyclopedia of the Bible and Its Reception, Berlin: Walter de Gruyter, 2015, S. 46–61
- The Formation of Idumean Identity, ARAM 27 (2015), S. 187–202
- From the Land of Canaan to the State of Israel: The History of Biblical Israel and its Place in the Israeli Educational System, In: Yossi Goldstein (ed.), Religion Nationalism: The Struggle for Modern Jewish Identity, Jewish Studies: An Interdisciplinary Annual 1,(2014), Ariel, S. 106–138
- Gaza, in: Dale C. Allison et al. (eds.), Encyclopedia of the Bible and Its Reception IX, Berlin: Walter de Gruyter, 2014, S. 1046–1057
- Bi-Directional Forced Deportations in the Neo-Assyrian Empire and the Origins of the Samaritans: Colonialism and Hybridity, Archaeological Review from Cambridge 28.1 (2013), S. 213–236.
- Bible and Historical Geography, in Daniel M. Master (ed.), The Oxford Encyclopedia of the Bible and Archaeology vol. I, Oxford – New York: Oxford University Press, 2013, S. 139–146.
- Jezreel Valley, in Daniel M. Master (ed.), The Oxford Encyclopedia of the Bible and Archaeology vol. II, Oxford – New York: Oxford University Press, 2013, S. 42–46.
- The Wars of Joshua – Weaning Away from the Divine, in Y. Levin and A. Shapira (eds.), War and Peace in Jewish Tradition from the Biblical World to the Present, London, Routledge, 2012, S. 37–50
- Philistine Gath in the Biblical Record, in A.M. Maeir (ed.), Tell es-Safi/Gath I: The 1996–2005 Seasons (Ägypten und Altes Testament 69) Wiesbaden, Harrossowitz, 2012, S. 141–152
- Did Pharaoh Sheshonq Attack Jerusalem?, Biblical Archaeology Review July/August 2012, S. 43–52
- The Identification of Khirbet Qeiyafa: A New Suggestion, Bulletin of the American Schools of Oriental Research 367 (2012), S. 73–86
- Judea, Samaria and Idumea: Three Models of Ethnicity and Administration in the Persian Period, in Johannes Unsok Ro (ed.), From Judah to Judaea: Socio-economic Structures and Processes in the Persian Period, Sheffield, Sheffield Phoenix Press, 2012, S. 4–53
- Conquered and Unconquered: Reality and Historiography in the Geography of Joshua, in E. Noort (ed.), The Book of Joshua (Bibliotheca Ephemeridum Theologicarum Lovaniensium 250), Peeters, Leuven, 2012, S. 361–370
- Israelite and Jewish Identity during the Biblical and Second Temple Period: Tribalism, Nationhood and Religion (news article), Henoch 31 (2009), S. 210–213.
- Aphek, Aphekah, Aroer, Aroerite, Antipatris, Arbela, in: H.-J. Klauck et al. (eds.), Encyclopedia of the Bible and Its Reception II, Berlin, Walter de Gruyter, 2009.
- Baal-gad, Baal-hanan, Baal-hazor, Baal-hermon, Baal-perazim, Baal-tamar in: H.-J. Klauck et al. (eds.), Encyclopedia of the Bible and Its Reception III, Berlin, Walter de Gruyter, 2011
- Jesus, ‘Son of God’ and ‘Son of David’: The ‘Adoption’ of Jesus into the Davidic Line, Journal for the Study of the New Testament 28 (2006), S. 415–442
- Numbers 34:2-12, The Boundaries of the Land of Canaan and the Empire of Necho, Journal of the Ancient Near Eastern Society 30 (2006), S. 55–76
- Joseph, Judah and the ‘Benjamin Conundrum’, Zeitschrift für Alttestamentliche Wissenschaft 116 (2004), S. 223–241 online als pdf
- From Lists to History: Chronological Aspects of the Chronicler’s Genealogies, Journal of Biblical Literature 123 (2004), S. 601–636 online als pdf
- From Goshen to Gibeon (Josh. 10:41): The Southern Frontier of the Early Monarchy, Maarav 10 (2003), S. 195–220
- Who Was the Chronicler’s Audience? – A Hint from his Genealogies, Journal of Biblical Literature 221 (2003), S. 229–245 online als pdf
- Nimrod the Mighty, King of Kish, King of Sumer and Akkad, Vetus Testamentum 52, (2002), S. 350–366 online als pdf
- The Search for Moresheth-Gath: A New Proposal, Palestine Exploration Quarterly 134, (2002), S. 28–36
- Earthly Jerusalem in the Book of Chronicles: Contemporary or Historical?, in: A. Faust (ed.): New Studies on Jerusalem – Proceedings of the Second Conference, Ramat-Gan, 1996, S. 24*–44*

### Konferenzen
- Konferenzen über jüdische Namen
  - 14. Konferenz 2019
  - 10. Konferenz 2011
  - 9. Konferenz 2009
  - 8. Konferenz 2007
  - 7. Konferenz 2005